# كلية الجامعة الإسلامية (غانا)
كلية الجامعة الإسلامية (غانا) هي واحدة من الجامعات الخاصة في غانا . تقع في شرق ليغون في منطقة أكرا الكبرى . تم تأسيسها في عام 2000.  تحت رعاية مؤسسة أهل البيت لجمهورية إيران الإسلامية . تم منح الاعتماد مؤقتًا في عام 2001 وأخيراً في عام 2002. 

## برامج المرحلة الجامعية
- ببا المحاسبة
- ببا المصرفية والمالية
- ببا التسويق
- ببا إدارة الموارد البشرية
- درجة البكالوريوس في الدراسات الدينية (الدراسات الإسلامية)
- بكالوريوس دراسات الاتصالات (الصحافة)
- بكالوريوس دراسات الاتصالات (العلاقات العامة)
- بكالوريوس دراسات الاتصالات (الإعلان)
- بكالوريوس في التربية والتعليم (التعليم في مرحلة الطفولة المبكرة)
- دبلوم في التربية والتعليم (التعليم في مرحلة الطفولة المبكرة)

## برامج الدراسات العليا
- الماجستير الدراسات الإسلامية

## الانتماءات
- جامعة غانا ، [6]
- جامعة التعليم، وينيبا (UEW) [6]